# 데이비드 맥도월 브라운
데이비드 맥도월 브라운(David McDowell Brown, 1956년 4월 16일 ~ 2003년 2월 1일)은 미국의 우주인으로 미션 스페셜리스트로 컬럼비아 호에 탑승했다가 컬럼비아 우주왕복선 공중분해 사고에 희생됐다.

## 같이 보기
- 컬럼비아 우주왕복선 공중분해 사고